# Willy Gerding

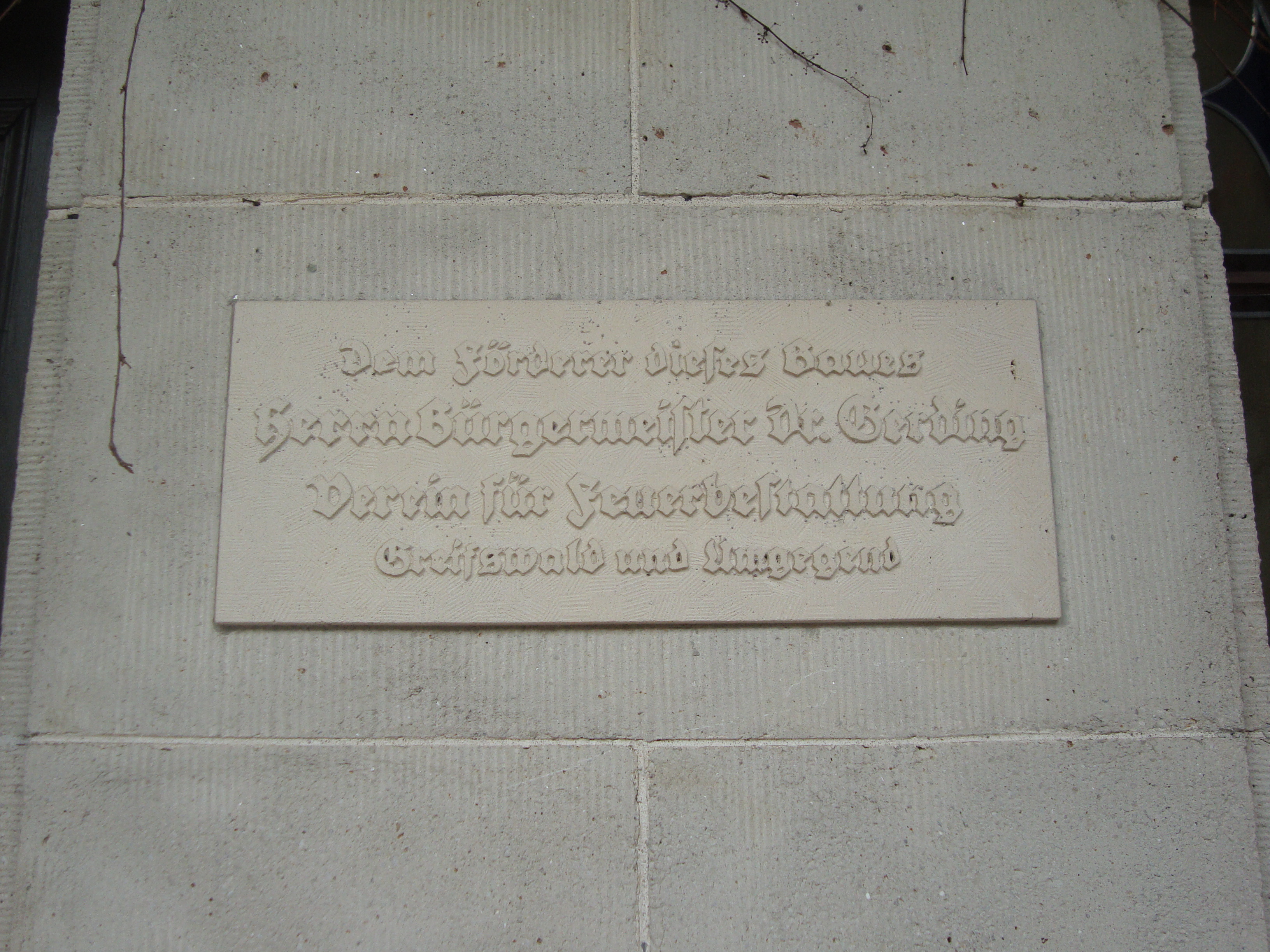
Gedenktafel für Willy Gerding am Krematorium des Neuen Friedhofs in Greifswald

Willy Gerding (* 22. Februar 1879 in Gotha; † 10. Oktober 1917 in Greifswald) war ein deutscher Kommunalpolitiker und Bürgermeister von Greifswald.
Willy Gerding besuchte das Gymnasium in Gotha; sein Abitur legte er 1897 in Gera ab.
Er studierte an den Universitäten Leipzig und Jena Jura. 1906 legte er die Staatsprüfung ab und promovierte im gleichen Jahr an der Jenaer Universität.
1909/10 war er Ratsherr und von 1910 bis 1917 Bürgermeister der Stadt Greifswald. Er vertrat die Stadt im Preußischen Herrenhaus.
Seine besonderen Verdienste sind die Erlangung der Kreisfreiheit für die Stadt 1913, der Bau von Theater und Stadthalle, der Krullschule, des Wasserwerkes in Groß Schönwalde und des ersten pommerschen Krematoriums.
1936 wurde eine Straße in Greifswald nach ihm benannt.